# Luca Lucchesi

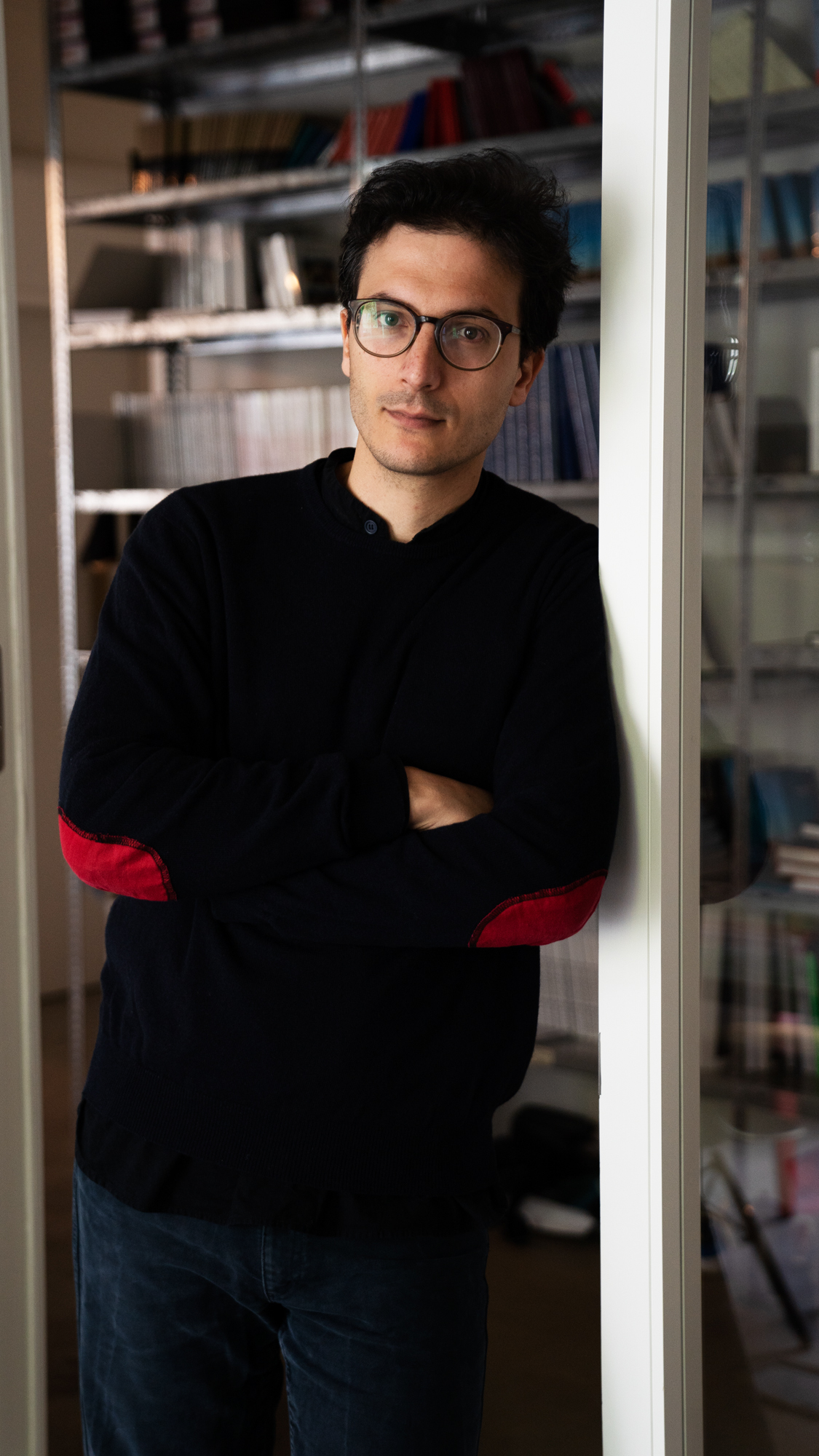
Luca Lucchesi

Luca Lucchesi (* 14. November 1983 in Palermo) ist ein italienischer Filmemacher. Für den von ihm inszenierten und Wim Wenders produzierten Dokumentarfilm A Black Jesus wurde er 2022 mit dem Deutschen Menschenrechts-Filmpreis ausgezeichnet.

## Biografie
Luca Lucchesi studierte Rechtswissenschaften an der Universität Palermo, wo er den Bachelor of Laws, LL.B., mit einer Arbeit über „Justice as Storytelling“ erwarb.
Während seines Studiums kultivierte er seine Leidenschaft für das Kino und das kreative Schreiben, indem er zahlreiche Kurzfilme und Fernsehsendungen für Studenten produzierte und im Rahmen des Lehrplans der Fakultät für Strafrecht Regie bei der szenischen Bearbeitung griechischer Tragödien führte. Lucchesi hat zudem an mehreren Filmen von Wim Wenders mitgewirkt, darunter das Psychodrama Palermo Shooting, das sich mit der Vergänglichkeit des Seins auseinandersetzt, der Dokumentarfilm Il Volo, die Filmdokumentation Notes from a Day in the Life of an Architect über einen Tag im Leben des Architekten Peter Zumthor, der Dokumentarfilm Cathedrals of Culture, in dem sich Regisseure mit der Frage beschäftigen, was würden Gebäude uns sagen, wenn sie sprechen könnten? Auch an dem 3D-Filmdrama Every Thing Will Be Fine, in dem ein Schriftsteller einen Autounfall mit dramatischen Folgen verursacht, wodurch sein Leben aus den Fugen gerät, und dem 3-D-Dokumentarfilm Anselm – Das Rauschen der Zeit, in dessen Mittelpunkt der Maler und Bildhauer Anselm Kiefer steht, war Lucchesi beteiligt. 
Lucchesis enge Arbeitsbeziehung zu Wenders begann, als er zunächst als Prop Master für Palermo Shooting angestellt wurde. Einige Monate nach dem Ende der Dreharbeiten stellte Wenders ihn erneut ein, diesmal als Regieassistent für seinen 3D Kurzfilm Il Volo.
Der Tod seines Vaters brachte Lucchesi 2017 zurück in die sizilianische Stadt Siculiana und stellte einen Wendepunkt in seinem Leben und seiner Karriere dar. Als er die Kirche von Siculiana betrat, um für seinen verstorbenen Vater zu beten, traf er auf eine Gruppe afrikanischer Flüchtlinge, die zu Füßen der Statue des schwarzen Jesus beteten, die in der Stadt Siculiana hoch verehrt wird. An diesem Punkt dachte er, er „solle versuchen, den Sinn dieser Stadt zu verstehen, und versuchen, zu begreifen, wie eine Gemeinschaft zu einem schwarzen Jesus beten kann, ohne ein Gefühl der Empathie für Menschen zu empfinden, die genau so aussehen wie er“. Diese Untersuchung führte zu dem Dokumentarfilm A Black Jesus, der von Wim Wenders’ Produktionsfirma Road Movies produziert wurde.

## Filmografie
- 2020: A Black Jesus